# 里卡多·拉戈斯
里卡多·弗罗伊兰·拉戈斯·埃斯科瓦尔（西班牙語：Ricardo Froilán Lagos Escobar，西班牙語發音：[riˈkaɾðo fɾojˈlan ˈlaɣos eskoˈβaɾ]；1938年3月2日—），智利律师、经济学家、政治人物。

## 總統

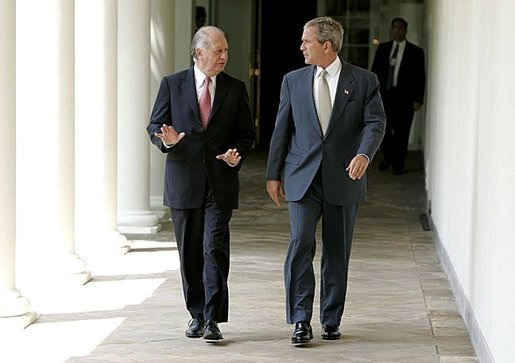
2004年7月19日拉戈斯在白宫与美国总统乔治·沃克·布什会面

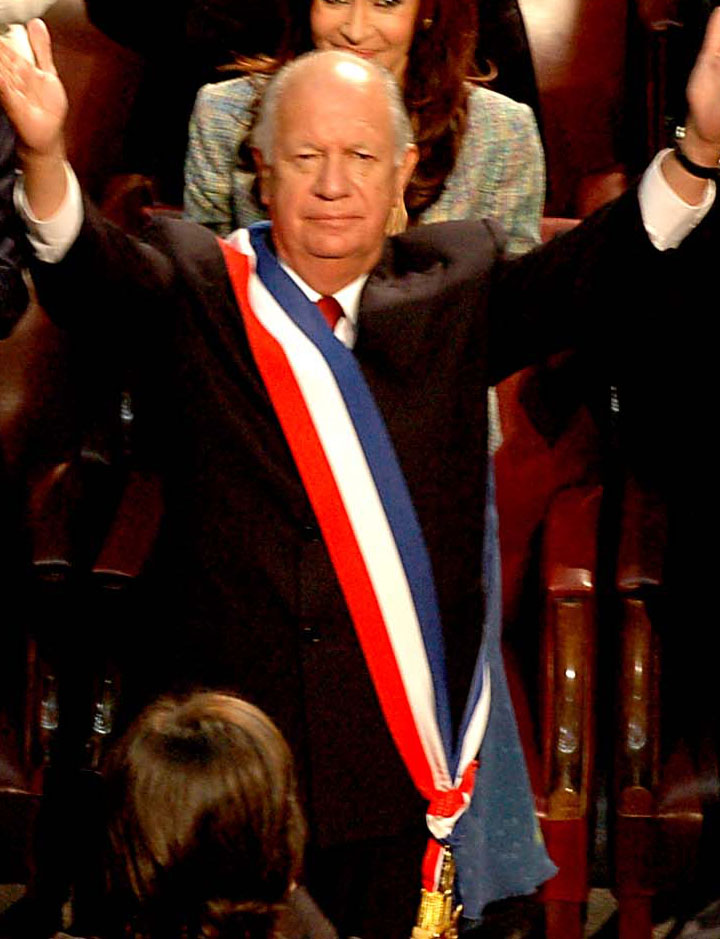
拉戈斯2006年辞职

拉戈斯在皮諾切特軍事獨裁時期長期任反對黨領導人，1990年軍方還政於民後，出任教育部長、公共工程部長，于2000年當選總統，2000－2006年擔任智利总统，延長義務教育為12年。
根據智利憲法，總統不能在任內競選連任，他于2006年卸任總統。